# بيلة شحمية
بيلة شحمية أو تبول الشحم (بالإنجليزية: Lipiduria)‏ هو وجود ليبيدات في البول، ويُلاحظ حدوث ذلك عادةً في المتلازمة الكلوية، حيثُ تمُر الليبيدات على شكل بروتيناتٍ شحمية جنبًا إلى جنب مع البروتينات الأخرى. قد تظهر أيضًا كعلامةٍ بعد الانسداد الدهني.
عندما تحدث البيلة الشحمية، فإنَّ الخلايا الظهارية أو البلعميات تحتوي على دهونٍ داخلية، وعندما تمتلئ بالعديد من قطرات الدهون، فإنَّ هذه الخلايا تسمى بالأجسام الدهنية البيضاوية، والتي تظهر تشكيل التصالب المالطي (Maltese cross) تحت المجهر الضوئي المستقطب، ويظهر هذا التشكل بسبب تركيبتها السائلة البلورية مما يعطيها انكسارًا مزدوجًا.